# Łękawica (Stryszów)

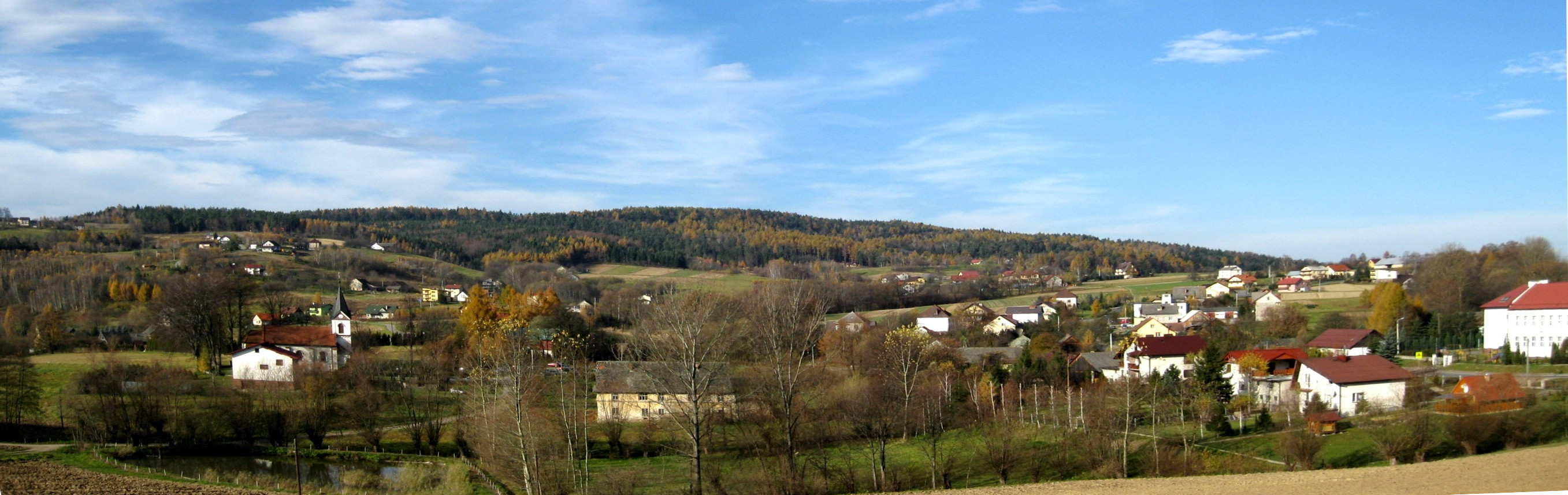
Blick auf das Dorf

Łękawica [wɛnkaˈvit͡sa] ist eine Ortschaft mit einem Schulzenamt der Gemeinde Stryszów im Powiat Wadowicki der Woiwodschaft Kleinpolen in Polen.

## Geographie
Der Ort liegt an den östlichen Hängen des Bergs Jaroszowicka Góra (545 m) der Kleinen Beskiden (Beskid Mały).
Nachbarorte sind Jaroszowice im Nordwesten, Klecza Górna, Barwałd Dolny und Barwałd Średni im Norden, Stryszów im Südosten, Zagórze im Südwesten.

## Geschichte
Der Ort wurde im 15. Jahrhundert erstmals erwähnt. Politisch gehörte das Dorf ursprünglich zum Herzogtum Auschwitz, unter der Lehnsherrschaft des Königreichs Böhmen. Ab 1445 gehörte es zum Herzogtum Zator; dieses wurde im Jahr 1494 an Polen verkauft.
Bei der Ersten Teilung Polens kam Łękawica 1772 zum neuen Königreich Galizien und Lodomerien des habsburgischen Kaiserreichs (ab 1804).
1918, nach dem Ende des Ersten Weltkriegs und dem Zusammenbruch der k.u.k. Monarchie, kam Łękawica zu Polen. Unterbrochen wurde dies nur durch die Besetzung Polens durch die Wehrmacht im Zweiten Weltkrieg.
Von 1975 bis 1998 gehörte Łękawica zur Woiwodschaft Bielsko-Biała.